# Emre Zafer Barnes
Emre Zafer Barnes (né Winston Barnes le 7 novembre 1988) est un athlète jamaïcain naturalisé turc en 2015, spécialiste du sprint.

## Carrière
Le 20 juin 2013, il porte son record sur 100 m à 10 s 14 à Kingston.
Le 23 mai 2015, il porte son record sur 200 m à 20 s 67 à Pitești.
Le 25 juillet 2015, il devient recordman turc du relais 4 x 100 m avec un temps de 38 s 79 à Erzurum. Le 4 juin 2016, il porte ce record à 38 s 69 à Šamorín, avec ses coéquipiers Jak Ali Harvey, İzzet Safer et Ramil Guliyev. Le 12 juin 2016, ils portent à nouveau ce même record à 38 s 31, encore une fois à Erzurum. Le 18 août 2016, en demi-finale des Jeux olympiques à Rio, le relais composé de İzzet Safer, Jak Ali Harvey, Emre Zafer Barnes et Ramil Guliyev bat à nouveau le record national en 38 s 30, sans réussir à se qualifier pour la finale.
Le 26 mars 2016, il porte son record sur 100 m à 10 s 12 à San Antonio.

## Palmarès
| Date | Compétition                       | Lieu       | Résultat | Épreuve   | Temps   |
| ---- | --------------------------------- | ---------- | -------- | --------- | ------- |
| 2016 | Championnats des Balkans          | Pitesti    | 2e       | 100 m     | 10 s 32 |
| 2016 | Championnats des Balkans          | Pitesti    | 1er      | 4 x 100 m | 39 s 67 |
| 2017 | Jeux de la solidarité islamique   | Bakou      | 6e       | 100 m     | 10 s 45 |
| 2017 | Jeux de la solidarité islamique   | Bakou      | 2e       | 4 x 100 m | 39 s 56 |
| 2017 | Championnats d'Europe par équipes | Vaasa      | 2e       | 100 m     | 10 s 36 |
| 2017 | Championnats d'Europe par équipes | Vaasa      | 5e       | 4 x 100 m | 40 s 63 |
| 2017 | Championnats du monde             | Londres    | 7e       | 4 x 100 m | 38 s 73 |
| 2018 | Championnats des Balkans en salle | Istanbul   | 1er      | 60 m      | 6 s 62  |
| 2018 | Championnats du monde en salle    | Birmingham | 8e       | 60 m      | 6 s 64  |
| 2018 | Jeux méditerranéens               | Tarragone  | 2e       | 100 m     | 10 s 32 |
| 2018 | Jeux méditerranéens               | Tarragone  | 2e       | 4 x 100 m | 38 s 50 |
| 2018 | Championnats d'Europe             | Berlin     | 2e       | 4 x 100 m | 37 s 98 |
| 2018 | Coupe continentale                | Ostrava    | 2e       | 4 x 100 m | 38 s 96 |
| 2019 | Championnats des Balkans en salle | Istanbul   | 1er      | 60 m      | 6 s 69  |
| 2019 | Championnats d'Europe en salle    | Glasgow    | 2e       | 60 m      | 6 s 61  |
| 2019 | Relais mondiaux de l'IAAF         | Yokohama   | 7e       | 4 x 100 m | 39 s 13 |
| 2019 | Championnats des Balkans          | Pravetz    | 1er      | 100 m     | 10 s 48 |
| 2022 | Championnats d'Europe             | Munich     | 7e       | 4 x 100 m | 39 s 20 |

## Records
| Épreuve | Temps   | Lieu          | Date                            |
| ------- | ------- | ------------- | ------------------------------- |
| 60 m    | 6 s 55  | Istanbul Metz | 18 février 2018 10 février 2019 |
| 100 m   | 10 s 08 | Prague        | 4 juin 2018                     |
| 200 m   | 20 s 67 | Pitesti       | 23 mai 2015                     |